# Dr. Feelgood (groupe)
Pour les articles homonymes, voir Dr. Feelgood.
Dr. Feelgood est un groupe de pub rock britannique, originaire de Canvey Island, en Angleterre. Il est essentiellement articulé autour du chanteur et harmoniciste Lee Brilleaux (Lee Green Collinson, 10 mai 1952-7 avril 1994) et du guitariste Wilko Johnson (John Peter Wilkinson, 12 juillet 1947 - 21 novembre 2022). Leur style musical est une sorte de rhythm and blues puissant et minimaliste, fait de compositions originales et de nombreuses reprises de standards du blues et du rock 'n' roll.

## Biographie

### Débuts
Le nom du groupe vient de l'argot anglo-saxon désignant l'héroïne ou un médecin disposé à prescrire une surabondance de médicaments. En 1962, ce même nom est utilisé par le pianiste et chanteur de blues américain Willie Perryman, également connu sous le surnom de Piano Red, lorsqu'il enregistre le morceau Dr. Feelgood et renomme son groupe Dr. Feelgood and the Interns. La chanson est reprise par nombre de groupes britanniques, dont Johnny Kidd and The Pirates qui en font la face B de l'un de leurs singles.
Wilko Johnson crée son premier groupe en 1964 avec le batteur Johnny Martin, dit The Big Figure, puis ils fondent Dr. Feelgood avec Lee Brilleaux et le bassiste John B. Sparks en 1971 à Canvey Island, près de Londres. Il est probable que le nom du groupe provienne de l'admiration de Wilko Johnson pour Johnny Kidd et son guitariste Mick Green.
C'est en jouant leur musique dans les pubs de la région qu'ils se font connaître.
Soutenus par la presse musicale, ils signent avec United Artists Records chez qui ils sortent un premier 45 tours fin 1974 : Roxette, une composition de Johnson. Celui-ci est suivi d'un album volontairement rétro intitulé Down by the Jetty, enregistré en une seule prise monophonique et emballé dans une pochette noir et blanc.

### Premières années
Le second album, Malpractice, produit par le groupe, rencontre le succès auprès du public avec le hit Back In the Night.
En 1976, le live Stupidity, qui rend mieux compte de l'énergie que le groupe est capable de déployer sur scène que les albums studio, atteint la première place du hit-parade britannique.
Pendant l'enregistrement de Sneakin' Suspicion, des dissensions apparaissent entre Brilleaux et Johnson, et ce dernier décide de quitter Dr. Feelgood en avril 1977. Il est remplacé par John Mayo qui participe aux deux albums suivants : Be Seeing You produit par Nick Lowe et Private Practice produit par Richard Gottehrer, sur lequel figure leur plus gros tube : Milk  and Alcohol, écrit par Lowe et Mayo. En 1976 et 1977, ils participent aux deux éditions du Festival punk de Mont-de-Marsan.

### Depuis 1980
Malgré le départ de Mayo en 1981 et divers changements ultérieurs dans la formation qui ont fait de Brilleaux le seul membre original restant, Dr. Feelgood a continué à tourner et à enregistrer dans les années 1980. Cependant, le groupe a ensuite subi un coup presque définitif lorsque Brilleaux est mort d'un cancer le 7 avril 1994.
Comme Brilleaux l'a demandé avant sa mort, Dr. Feelgood s'est réuni en mai 1995, initialement avec le chanteur Pete Gage (à ne pas confondre avec le guitariste homonyme de Geno Washington et Vinegar Joe), et a commencé à tourner en 1996. Bien que le groupe ne compte alors aucun membre d'origine, les musiciens qui soutiennent Gage ont tous déjà joué en tant que membres de Dr. Feelgood pendant au moins cinq ans, et dans certains cas, plus de dix ans. En 1999, Gage a été remplacé par Robert Kane, un ancien membre de The Animals II et The Alligators, qui a célébré en avril 2007 son millième concert en tant que leader de Dr. Feelgood.
Chaque année, de la mort de Brilleaux en 1994 à 2014, un concert spécial connu sous le nom de Lee Brilleaux Birthday Memorial a eu lieu à Canvey Island, durant lequel les anciens et actuels Feelgood ont célébré la musique du groupe et collecté des fonds pour l'hospice The Fair Havens à Westcliff-on-Sea . Des fans du monde entier y ont assisté et le 20e et dernier événement a eu lieu le 9 mai 2014. Toujours basé au Royaume-Uni, Dr. Feelgood continue de jouer dans le monde entier, avec des concerts en 2010 en Autriche, à Bahreïn, en Belgique, Finlande, France, Pays-Bas, Italie, Espagne et Suisse.
Le leader du groupe, Chris Fenwick, organise une promenade annuelle à travers Canvey à la mémoire de la vie de Brilleaux, ainsi que des visites guidées supplémentaires au cours desquelles il montre les curiosités de la carrière du groupe. Cela inclut la jetée montrée sur la photo de couverture du premier album du groupe et les endroits où ils ont joué au début de leur carrière, tels que The Lobster Smack Inn, The Monico Nightclub et Canvey Club (déguisé en « The Alibi Club » sur la pochette de Sneakin' Suspicions).
Un film de Julien Temple sur les premiers jours du groupe, Oil City Confidential, fait sa première au Festival du film de Londres le 22 octobre 2009 et reçoit une ovation debout. L'invité d'honneur était la mère de Lee Brilleaux, Joan Collinson, avec sa veuve Shirley et les enfants Kelly et Nick. Tous les membres survivants du groupe d'origine étaient présents, ainsi que le manager Chris Fenwick, ancien tour leader et directeur de Stiff Records. Jake Riviera et d'autres amis et collègues du groupe. Le film a sa propre page Facebook. En chroniquant le film pour The Independent, Nick Hasted a conclu : « On se souvient de Feelgood dans l'histoire du rock, voire dans l'Histoire, comme les Saint Jean Baptiste des messies du punk ». Lors de la sortie générale le 1er février 2010, le film a été bien accueilli par la critique, et Peter Bradshaw de The Guardian l'a décrit comme  « une vivante étude de la période, de la musique et du lieu ». Le film a été diffusé pour la première fois sur BBC Four en avril 2010.
La principale exposition souvenir pour célébrer la carrière du groupe s'est tenue au Canvey Club entre mai et juillet 2013 et a été prolongée plusieurs fois.

## Membres

### Membres actuels
- Kevin Morris[6] – batterie (depuis 1983)
- P H (Phil) Mitchell[7] – basse (1983-1991, depuis 1995)
- Robert Kane[8]  – chant (depuis 1999)
- Gordon Russell -  guitare  (1983-1989, puis depuis 2021)

### Anciens membres
- Lee Brilleaux[9] – chant, harmonica, guitare slide occasionnelle (1971-1994)
- John B Sparks[9] – basse (1971-1982)[10]
- The Big Figure[9] – batterie, percussions (1971-1982)[10]
- Wilko Johnson[9] –  guitare solo, chant occasionnel, piano (1971-1977)
- Gypie Mayo – guitare solo (1977-1981 ; substit de Gordon Russell en mars et avril 1989)
- Johnny Guitar – guitare solo (1981-1982)
- Buzz Barwell – batterie (1982)
- Pat McMullen – basse (1982)
- Gordon Russell – guitare (1983-1989)
- Dave Bronze – basse (1991, 1992-1994)
- Craig Rhind – basse (1991-1992)
- Pete Gage[11] – chant (1995-1999)
- Steve Walwyn[12] – guitare solo (1989-2021)

## Discographie
- 1975 - Down by the Jetty
- 1975 - Malpractice
- 1976 - Stupidity (live)
- 1977 - Sneakin' Suspicion
- 1977 - Be Seeing You
- 1978 - Private Practice
- 1979 - As It Happens (live)
- 1979 - Let It Roll
- 1980 - A Case of the Shakes
- 1981 - On the Job (live)
- 1982 - Fast Women and Slow Horses
- 1984 - Doctor's Orders
- 1985 - Mad Man Blues
- 1986 - Brilleaux
- 1987 - Classic
- 1989 - Singles: The Ua Years
- 1990 - Live In London
- 1991 - Primo
- 1995 - Looking Back
- 1996 - On The Road Again
- 1999 - 25 Years Of Dr. Feelgood 1972-1997
- 1999 - Feelgood Factor
- 2000 - Chess Masters
- 2001 - Singled Out: The Ua/Liberty A's B's & Rarities
- 2001 - BBC Sessions 1973-1978
- 2002 - Down At The BBC: In Concert 1977-78
- 2003 - Wolfman Calling: The Blues Of Lee Brilleaux
- 2003 - Speeding Through Europe
- 2006 - Complete Stiff Recordings
- 2006 - Repeat Prescription
- 2010 - Oil City Confidential
- 2012 - All Through The City (with Wilko 1974-1977)

## Vidéographie
- Oil City Confidential (Dr Feelgood Story), réalisé par Julien Temple, (2009)